# Scott Tucker
Scott Tucker (Birmingham (Alabama), Estados Unidos, 18 de febrero de 1976) es un nadador estadounidense retirado especializado en pruebas de estilo libre, donde consiguió ser campeón olímpico en 1996 en los 4 x 100 metros.

## Carrera deportiva
En las Olimpiadas de Atlanta 1996 ganó la medalla de oro en los relevos de 4 x 100 metros estilo libre, con un tiempo de 3:15.41 segundos, por delante de Rusia y Alemania; y en las Olimpiadas de Sídney 2000 ganó la plata en la misma prueba, con un tiempo de 3:13.86 segundos, tras Australia y por delante de Brasil (bronce).